# Незабудка стелющаяся
Незабудка стелющаяся, или Незабудка холодная (лат. Myosotis decumbens) — вид травянистых растений рода Незабудка (Myosotis) семейства Бурачниковые (Boraginaceae).

## Ботаническое описание
Многолетние травянистые растения, 7—46 см высотой. Корневище тонкое. Стебли прямостоячие или восходящие. Листья тонкие, опушенные или голые; прикорневые длинночерешковые, лопатчатые или почти линейные; стеблевые узколанцетные, ланцетные или продолговатые, острые или заострённые, 1,5—7 (8,5) см длиной и 0,2—1,5 (2) см шириной (нижние короткочерешковые, верхние сидячие).
Цветки собраны в безлистные, многоцветковые завитки, 22—28 см длиной; цветоножки коротко опушенные. Чашечка ширококолокольчатая, пятираздельная, густоопушённая, (2) 3—5 мм длиной; доли ланцетные, острые; основание закруглённое. Венчик от светло-голубого до тёмно-голубого, отгиб колесовидный, (3) 5—10 мм в диаметре. Плоды — почти яйцевидные, тупые, чёрные или тёмно-коричневые орешки, 1,5—2 мм длиной.
Цветение с середины июня по июль, плодоношение в июле—августе.

## Распространение
Встречается в Европе, обладает дизъюнктивным, аркто-альпийским ареалом: арктическая часть которого находится в Норвегии, Швеции, Финляндии, Мурманской области и Карелии, альпийская часть — в горных системах: Карпаты, Альпы и Пиренеи.

## Охрана
Внесена в красные книги Мурманской области и Карелии.